# 西川大介
西川 大介（にしかわ だいすけ、1977年1月6日 - ）は、関西を中心に活動しているスポーツMC。セイ所属。
2001年からセレッソ大阪のスタジアムDJを務め、2018年からはサッカーSAMURAI BLUE日本代表や、U23日本代表のスタジアムＭＣも担当している。
またユニバーサル・スタジオ・ジャパンでのプレスイベントなど、多くのセレモニーイベントのＭＣを務めている。各種トークイベント（クリスティアーノ・ロナウド、ウサイン・ボルト、香川真司、田中将大など）のＭＣを担当し、CMやナレーションなど多方面で活躍している。

## 人物
サッカー好きで知られ、自身がDJを担当しているセレッソ大阪の大ファン。アウェーゲームでも時々スタンドで応援することがある。
スタジアムDJとしてはFCバイエルン・ミュンヘンなどヨーロッパのサッカークラブで行われているコールアンドレスポンスを取り入れるなどしている。また、セレッソの試合ではスタジアムDJと同時にスタジアム内で放送されるミニFMで試合実況も行なっている（放送席のスイッチで会場向けとミニFM向けの切り替えができるようになっている）。2012年11月3日放送の『FOOT×BRAIN』（テレビ東京系）ではスタジアムDJの特集が組まれ、西川と田子千尋（湘南ベルマーレスタジアムDJ）の活動の様子が紹介された。
好物はコーラで、ゆえにONE PIECEのフランキーの大ファンである。

## 主な出演

### スタジアム
- セレッソ大阪スタジアムＤＪ
- サッカーSAMURAI BLUE日本代表・U23日本代表スタジアムＭＣ

### ラジオ
- FM802 FRIDAY Cruisin' Map!!内「ヤンマー FRIDAY FOOTBALL STADIUM」

### イベント
- ユニバーサル・スタジオ・ジャパン 各種イベント - 司会進行
- HUBLOT　各種イベント
- 北海道日本ハムファイターズ　イベント＆DVDナレーション
- クリスティアーノ・ロナウド、香川真司、本田圭佑、田中将大など各種トークイベント
- GQ JAPAN、ディオール オム、エルメネジルド ゼニアなど各種ファッションイベント
- Red Bull Street Style 世界大会　日本ラウンド
- Red Bull ネイマールJr’s Five
- FIFAクラブワールドカップジャパン　スタジアムDJ
- adidasコンフェデレーションズカップ
- Nike+ The Human Race（世界同日開催 日本担当）
- 大阪マラソンExpo、横浜マラソンExpo
- Climbing namBa HIPS CUP-OSAKA JPN2013
- IAAF世界陸上2007 開会式
- NTT西日本グループ駅伝
- カプコンアワード
- HAL大阪・大阪モード学園・大阪医専 式典
- アジア フットサル選手権大会 日本
- アジア フットサル選手権大会 壮行試合 日本代表VSアルゼンチン代表
- IZAWA クリスマスオープン テニストーナメント
- bjリーグ 大阪EVESSAホームゲームイベント
- 全日本大学ホッケー 王座決定戦
- ラグビー 全国大学オールスターゲームズ
- Coppa PUMA フットサル
- SG HOLDINGS GROUP スポーツフェスティバル
- AJF DANCE STAGE
- GW DANCE BATTLE
- FIFA W杯開幕イベント
- 御堂筋パレード FIFA Ｗ杯フロート
- 2002FIFA W杯 結団式
- 2002FIFA W杯 ファイナルカウントダウン
- NINTENDO WORLD Touch! DS 東京・名古屋・大阪・福岡
- 任天堂ポケモンスタジアムin幕張
- 住之江競艇賞金王決定戦

### テレビ
- 音エモン（関西テレビ） - ナレーション
- ぞっこん‼︎セレッソ（J:COMチャンネル）- MC

### CM
- ミスタードーナツ
- ＳＫ-Ⅱ
- iTunes
- ウォルトディズニー
- サッポロビール
- サマーソニック
- ミキプルーン
- フルタ製菓 チョコエッグ
- タマホーム
- マルハン
- 高知信用金庫

### その他
- 覚悟の瞬間